# Kurdiska köket

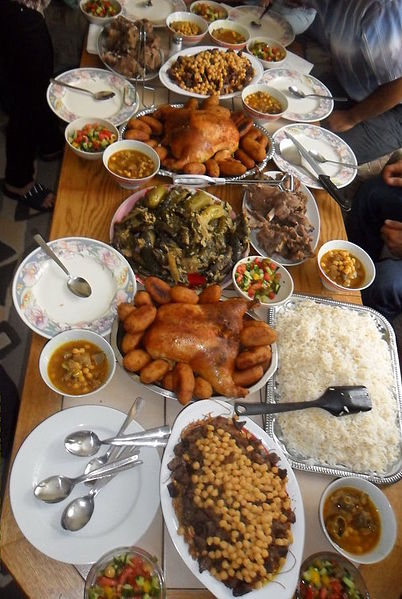
Traditionell kurdisk mat

Det kurdiska köket (kurdiska: چێشتی کوردی Chesht-i Kurdi) är den matkultur och de mattraditioner som finns i Kurdistan och där kurder bor och som omfattar en rad kurdiska rätter och traditioner runt mat och dryck.

## Bakgrund och historia
Det kurdiska köket är influerat av geografiskt närliggande mattraditioner, såsom det turkiska och iranska köket. Flera livsmedel är geografiskt spridda långt mycket längre än de kurdiska områdena. Många rätter kan härledas till det osmanska rikets matkultur som fick stor spridning i de länder som osmanerna styrde över.

## Traditionell mat
Den kurdiska menyn omfattar ett brett sortiment av frukt och grönt. Lamm och kyckling är de främsta köttsorterna. Till frukost äts ofta naanbröd, ost, honung, får- eller komjölksyoghurt, tillsammans med ett glas svart te. Till lunch får ofta lamm och grönsaker koka i en tomatsås till en gryta som vanligtvis serveras med ris, andra lunchrätter äts också tillsammans med ris eller naanbröd. Klimatet i Kurdistan har en jordmån som passar bra för druvor, granatäpple, fikon och valnötter. Kurdisk honung har en klar, lätt smak och säljs ofta tillsammans med en bit vaxkaka i. Kurdistan producerar också mejeriprodukter av får- och komjölk. Kurder lagar till många varianter på kofta och kibbeh, ett slags köttfyllda dumplingar.
Kurdisk mat använder mycket stora volymer av färska örter.
Sötat svart te är en mycket vanlig dryck, tillsammans med beskt starkt kaffe. En annan populär dryck bland kurderna är "mastow" eller "Ava Mast", vilket är yoghurt och salt blandat med vatten (dugh).
Bland de kurdiska maträtterna finns berbesel, biryani, dokliw, kellane, kullerenaske, kutilk, parêv tobouli, kuki (kött- eller grönsakspajer), birinç (vitt ris serverat som det är eller med kött eller grönsaker och örter), och en rad olika sallader, bakverk, och regionala drycker för olika delar av Kurdistan. Andra populära rätter är makluba, kofta, shifta, shilah/maraga, spenat med ägg, vete och linssoppa, kött- och rotfruktssoppa, söta rovor, kardemummakakor, burgul-pilaf, melemen, mehîr, ûr û rûvî, yaprakh, chichma, tefti, niskene och nane niskan.
Sawarr, en traditionell rätt bland kurdiska bönder, som baseras på vetekorn som kokas och sedan soltorkas och mortlas för att avlägsna skalet. Vetet mals sedan i en kvarn. Det färdiga vetet kan sedan kokas och serveras.

## Högtider
Under Newroz, det kurdiska nyåret, äter kurderna ofta picknick ute i naturen. Ofta tar de med sig en stor mängd dolma. Dolma är en rätt av vinblad fyllda med ris, kött, örter och vitlök.

## Galleri

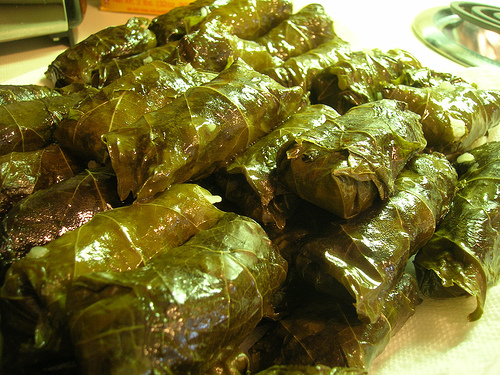
Dolma
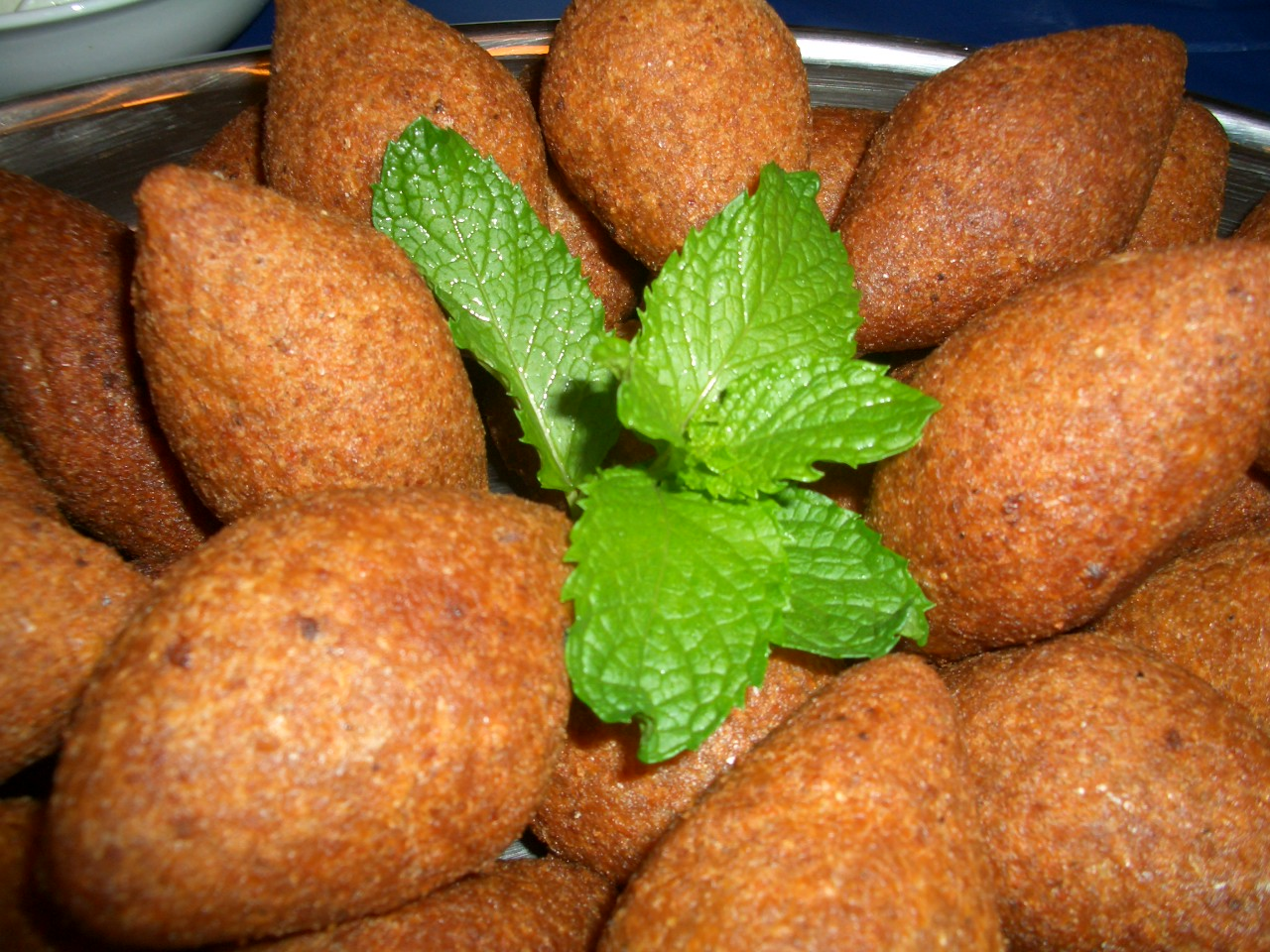
Friterade kurdiska kibbeh
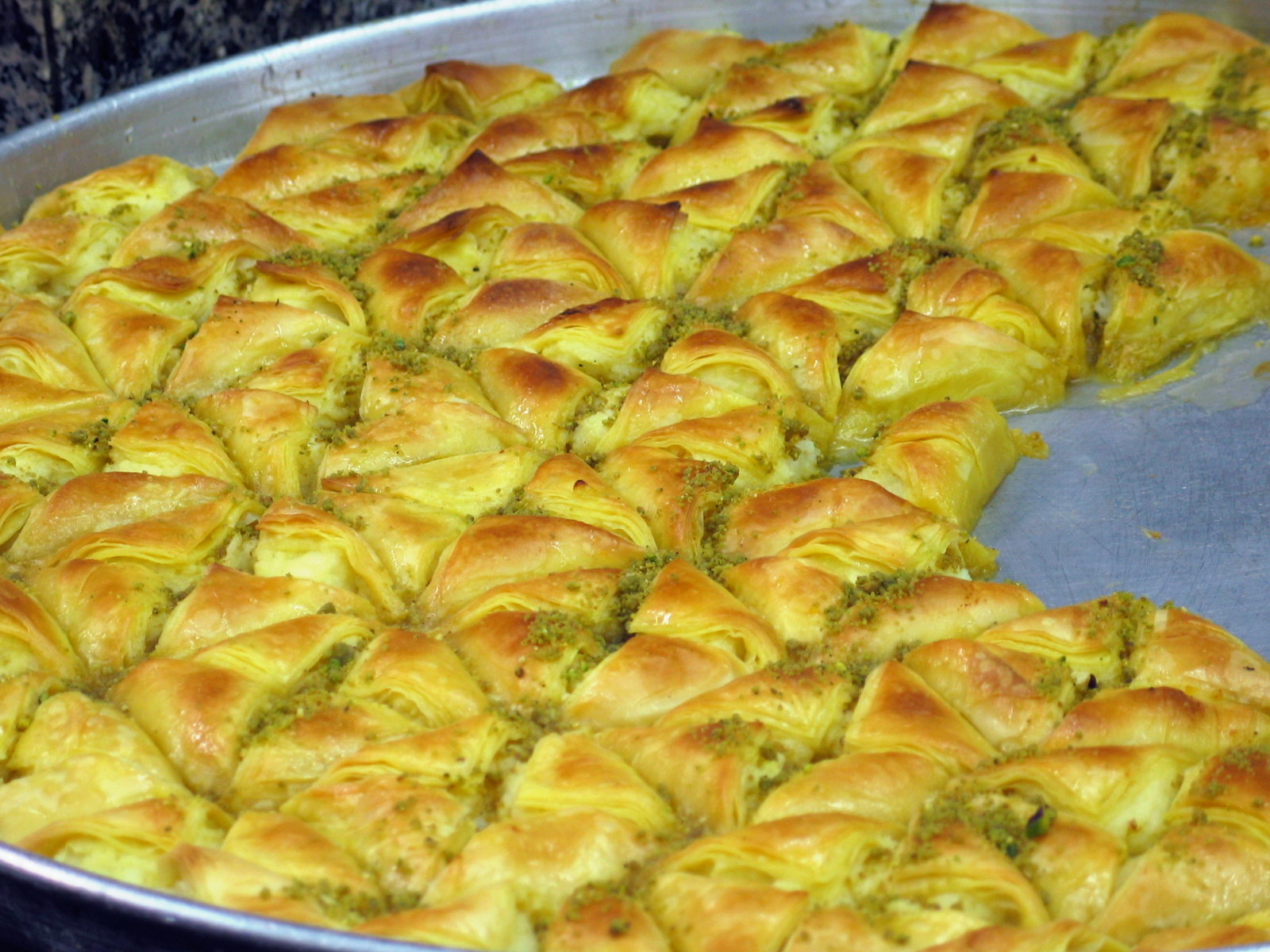
Paklawa (Baklawa)